# Петраков, Михаил Александрович
Михаил Александрович Петраков (18 ноября 1926 — 26 августа 2004) — передовик советской чёрной металлургии, сталевар Златоустовского металлургического завода Министерства чёрной металлургии СССР, Челябинская область, Герой Социалистического Труда (1971).

## Биография
Родился в 1925 году в деревне Первая Петровка, ныне Долгоруковского района Липецкой области в крестьянской русской семье.
В самом начале Великой Отечественной войны был эвакуирован на восток. В июле 1942 года прибыл в Златоуст Челябинской области. В 1943 году завершил обучение в ремесленном училище № 11. Стал работать первым подручным сталевара в электросталеплавильном цехе № 1 Златоустовского металлургического комбината. С 1949 года начал трудовую деятельность сталевара. Со временем заслужил почёт и уважение. Первым на заводе начал выплавлять нержавеющую сталь с применением кислорода.
В 1958 году переведён в цех № 2 для работы на новейшем оборудовании. Его бригада была признана бригадой коммунистического труда. Постоянно перевыполняли планы и завершали задание досрочно.
Указом Президиума Верховного Совета СССР от 30 марта 1971 года за достижение высоких показателей в производстве стали Михаилу Александровичу Петракову присвоено звание Героя Социалистического Труда с вручением ордена Ленина и медали «Серп и Молот».
Продолжал свою трудовую деятельность на заводе. В 1985 году вышел на заслуженный отдых.
Проживал в городе Златоусте. Умер 26 августа 2004 года. Похоронен в Златоусте.

## Награды
За трудовые успехи был удостоен:
- золотая звезда «Серп и Молот» (30.03.1971)
- орден Ленина (30.03.1971)
- Орден Трудового Красного Знамени (22.03.1966)
- Медаль "За трудовую доблесть" (24.02.1954)
- Медаль "За трудовое отличие" (05.05.1949)
- другие медали.

Почётный металлург СССР (1961).